# Zonsverduistering van 23 november 2003

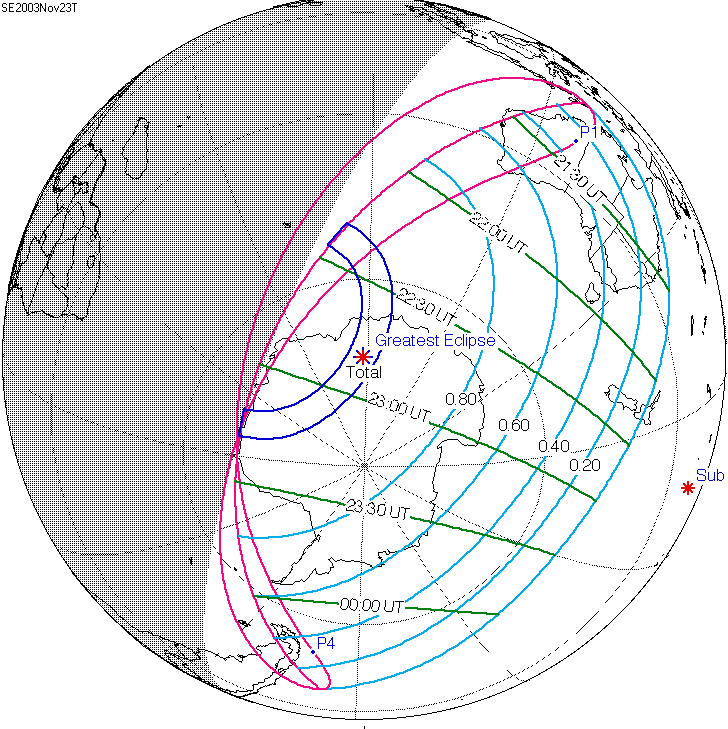
De zonsverduistering was te zien tussen de blauwe lijnen.

De totale zonsverduistering van 23 november 2003 trok veel over zee en was op land alleen te zien op Antarctica.

## Lengte

### Maximum
Het punt met maximale totaliteit lag op Antarctica op coördinatenpunt 72.6731° Zuid / 88.4489° Oost en duurde 1m57,3s.

### Limieten
| Fenomeen                    | Code | Tijdstip UTC  |
| --------------------------- | ---- | ------------- |
| Eerste contact bijschaduw   | P1   | 20:46:09.1 UT |
| Eerste contact kernschaduw  | U1   | 22:19:24.8 UT |
| Kernschaduw compleet vanaf  | U2   | 22:26:30.3 UT |
| Bijschaduw compleet vanaf   | P2   | Niet          |
| Maximum eclips              | GE   | 22:49:20.9 UT |
| Bijschaduw compleet t/m     | P3   | Niet          |
| Kernschaduw compleet t/m    | U3   | 23:11:51.1 UT |
| Laatste contact kernschaduw | U4   | 23:18:57.0 UT |
| Laatste contact bijschaduw  | P4   | 00:52:19.4 UT |